# Syntherata dahli
Syntherata dahli är en fjärilsart som beskrevs av Gustav Weymer 1898. Syntherata dahli ingår i släktet Syntherata och familjen påfågelsspinnare. Inga underarter finns listade i Catalogue of Life.